# Callichthys oibaensis
Callichthys oibaensis es una especie de pez de la familia Callichthyidae en el orden de los Siluriformes.

## Hábitat
Es un pez de agua dulce y de clima tropical.

## Distribución geográfica
Se encuentran en Sudamérica: río Magdalena (Colombia ).